# Daniel Camacho
Daniel Alejandro Camacho Almanza (La Paz, 15 de octubre de 1998) es un futbolista boliviano que juega como centrocampista. Actualmente milita en Universitario de Vinto de la Primera División de Bolivia.

## Trayectoria
Nacido en La Paz, Camacho inició su carrera en Bolívar. Debutó en Primera División el 26 de mayo de 2016 ante el Sport Boys Warnes, entrando como suplente de Juanmi Callejón en el minuto 84.
En 2017 fichó por The Strongest en donde permaneció hasta el 2018 sin muchas chances.
El 26 de enero de 2019 fue cedido por una temporada a Aurora para ganar minutos. En el año 2020 fue cedido nuevamente al mismo club.
En marzo de 2021 fue cedido a préstamo al CA Independiente de la Primera División de Panamá tras sus buenas actuaciones en Aurora.
En enero del 2022 se confirmó su regreso a The Strongest.
El 24 de junio de 2022, The Strongest confirmó a través de sus redes sociales el préstamo por 6 meses a Universidad San Martín de la Primera División del Perú.

## Selección nacional
Camacho debutó en la selección de fútbol sub-17 de Bolivia el 7 de marzo de 2015 en la fase de grupos del Campeonato Sudamericano Sub-17 de 2015 contra Uruguay, disputando 45 minutos. Fue incluido en el equipo provisional de Bolivia para la Copa América 2019 lanzada el 15 de mayo de 2019.

## Clubes
| Club                   | País    | Año         |
| ---------------------- | ------- | ----------- |
| Bolívar                | Bolivia | 2016        |
| The Strongest          | Bolivia | 2017 - 2018 |
| Aurora                 | Bolivia | 2019 - 2020 |
| CA Independiente       | Panamá  | 2021        |
| The Strongest          | Bolivia | 2022        |
| Universidad San Martín | Perú    | 2022        |
| Blooming               | Bolivia | 2023        |
| Universitario de Vinto | Bolivia | 2023 - Act. |